# 80 PLUS
80 PLUS — программа по развитию энергоэффективности в компьютерных блоках питания (БП). По ней сертифицируются блоки питания с энергоэффективностью не менее 80 % при нагрузке в 20 %, 50 % и 100 %, а также коэффициентом мощности при 100% нагрузке не менее 0,9. Стандарт быстро получил широкое распространение, на начало 2012 года было сертифицировано около 4000 моделей БП, включая серверные устройства.

## История[3]
- С 2003 по 2005 годы компания Ecova и НИИ Электроэнергетики США (англ. EPRI) разрабатывали протокол для тестирования компьютерных блоков питания.
- В феврале 2005 года компания Seasonic выпустила на рынок первый сертифицированный БП.
- В 2006 году требования 80 PLUS были добавлены в разрабатываемую спецификацию стандарта Energy Star 4.0 (вышла в 2007 году).
- В ноябре 2006 года компания HP сертифицировала часть своих блоков питания, то же в феврале 2007 года сделала компания Dell.
- В начале 2008 года в стандарт 80 PLUS были добавлены уровни эффективности: Bronze, Silver и Gold.
- В конце 2009 года компания Sea Sonic выпустила на рынок первый в мире сертифицированный БП с уровнем эффективности Gold
- Вышедший в 2009 году стандарт Energy Star 5.0 требует от БП соответствовать стандарту 80 PLUS Bronze.
- В 2010 году был добавлен уровень эффективности Platinum.
- В феврале 2012: Dell и Delta Electronics, работающие вместе, смогли разработать первый в мире источник питания стандарта 80 Plus Titanium.

## Классификация уровней эффективности
| Тип тестирования | Тип тестирования | Тип тестирования | 115 В | 115 В | 115 В | 115 В | 230 В с избыточностью | 230 В с избыточностью | 230 В с избыточностью | 230 В с избыточностью | 230 В без избыточности | 230 В без избыточности | 230 В без избыточности | 230 В без избыточности | Коэффициент мощности  |
| Нагрузка         | Нагрузка         | Нагрузка         | 10 %  | 20 %  | 50 %  | 100 % | 10 %                  | 20 %                  | 50 %                  | 100 %                 | 10 %                   | 20 %                   | 50 %                   | 100 %                  | Коэффициент мощности  |
| ---------------- | ---------------- | ---------------- | ----- | ----- | ----- | ----- | --------------------- | --------------------- | --------------------- | --------------------- | ---------------------- | ---------------------- | ---------------------- | ---------------------- | --------------------- |
| 80 PLUS          | 80 PLUS          |                  | —     | 80 %  | 80 %  | 80 %  | —                     | —                     | —                     | —                     | —                      | 82%                    | 85%                    | 82%                    | 0,8 при 100% нагрузке |
| 80 PLUS Bronze   |                  |                  | —     | 82 %  | 85 %  | 82 %  | —                     | 81 %                  | 85 %                  | 81 %                  | —                      | 85%                    | 88%                    | 85%                    | 0,9 при 50% нагрузке  |
| 80 PLUS Silver   |                  |                  | —     | 85 %  | 88 %  | 85 %  | —                     | 85 %                  | 89 %                  | 85 %                  | —                      | 87%                    | 90%                    | 87%                    | 0,9 при 50% нагрузке  |
| 80 PLUS Gold     |                  |                  | —     | 87 %  | 90 %  | 87 %  | —                     | 88 %                  | 92 %                  | 88 %                  | —                      | 90%                    | 92%                    | 89%                    | 0,9 при 50% нагрузке  |
| 80 PLUS Platinum |                  |                  | —     | 90 %  | 92 %  | 89 %  | —                     | 90 %                  | 94 %                  | 91 %                  | —                      | 92%                    | 94%                    | 90%                    | 0,94 при 50% нагрузке |
| 80 PLUS Titanium |                  |                  | —     | 92 %  | 94 %  | 90 %  | 90 %                  | 94 %                  | 96 %                  | 91 %                  | 90%                    | 94%                    | 96%                    | 94%                    | 0,95 при 50% нагрузке |

Например, 600-ваттный блок питания, сертифицированный 80 PLUS Gold, при полной нагрузке будет потреблять от сети 660—682 Вт, из которых 60-82 Вт идёт на нагрев БП. Таким образом, БП с высоким КПД более устойчивы к перегреву и, как правило, имеют более тихую систему охлаждения.
В индустриальной сфере применяются системы питания с избыточностью, состоящие из нескольких дублирующих блоков питания.

## Особенности сертифицирования и попытки обмана потребителей
По стандарту 80 PLUS, даже если OEM-производитель сертифицировал свой блок питания, компания, продающая такой же блок питания под другим брендом, также должна сертифицировать БП. Кроме того, некоторые компании присваивают своим продуктам схожие имена, например, «85 PLUS», «90 PLUS» или «95 PLUS», официально такой сертификации или стандарта не существует. В некоторых случаях блокам приписывались завышенные характеристики по мощности, что тоже исключает возможность соответствия стандарту.
Список всех сертифицированных блоков питания можно посмотреть на официальном сайте стандарта.